# Eleição municipal de São Leopoldo em 2016
A eleição municipal de São Leopoldo em 2016 foi realizada para eleger um prefeito, um vice-prefeito e 13 vereadores no município de São Leopoldo, no estado brasileiro do Rio Grande do Sul. Foram eleitos Ary Jose Vanazzi (Partido dos Trabalhadores) e Paulete Terezinha Souto para os cargos de prefeito(a) e vice-prefeito(a), respectivamente. 
Seguindo a Constituição, os candidatos são eleitos para um mandato de quatro anos a se iniciar em 1º de janeiro de 2017. A decisão para os cargos da administração municipal, segundo o Tribunal Superior Eleitoral, contou com 164 141 eleitores aptos e 31 182 abstenções, de forma que 19% do eleitorado não compareceu às urnas naquele turno. 

## Resultados

### Eleição municipal de São Leopoldo em 2016 para Prefeito
A eleição para prefeito contou com 6 candidatos em 2016: Carlos Eduardo Szulcsewski do Partido Social Democrático (2011), Ary Jose Vanazzi do Partido dos Trabalhadores, Gerson Luis de Borba do Progressistas, Anibal Moacir da Silva do Partido da Social Democracia Brasileira, Ronaldo Teixeira da Silva do Partido Democrático Trabalhista, Célio Juliano Barroso Trindade do Partido Socialismo e Liberdade que obtiveram, respectivamente, 8 009, 33 850, 18 334, 21 657, 29 468, 557 votos. O Tribunal Superior Eleitoral também contabilizou 19% de abstenções nesse turno. 
| Candidato(a)                          | Vice                     | Coligação                                      | Votos recebidos | Percentual |
| ------------------------------------- | ------------------------ | ---------------------------------------------- | --------------- | ---------- |
| Ary Jose Vanazzi (PT)                 | Paulete Terezinha Souto  | Frente Popular                                 | 33850           | 30.26%     |
| Ronaldo Teixeira da Silva (PDT)       | Heliomar Athaydes Franco | Um Novo Tempo para São Leopoldo                | 29468           | 26.34%     |
| Anibal Moacir da Silva (PSDB)         | Daniel Daudt Schaefer    | Todos Por São Leopoldo                         | 21657           | 19.36%     |
| Gerson Luis de Borba (PP)             | Alexandre Roso           | São Léo Será Diferente                         | 18334           | 16.39%     |
| Carlos Eduardo Szulcsewski (PSD)      | Mauro Selau Steffen      | Acelera São Leopoldo                           | 8009            | 7.16%      |
| Célio Juliano Barroso Trindade (PSOL) | André Kosloski           | Partido Socialismo e Liberdade (sem coligação) | 557             | 0.5%       |

### Eleição municipal de São Leopoldo em 2016 para Vereador
Na decisão para o cargo de vereador na eleição municipal de 2016, foram eleitos 13 vereadores com um total de 111 362 votos válidos. O Tribunal Superior Eleitoral contabilizou 10 624 votos em branco e 10 973 votos nulos. De um total de 164 141 eleitores aptos, 31 182 (19%) não compareceram às urnas .
| Nome                            | Partido político                       | Coligação                       | Votos recebidos | Percentual |
| ------------------------------- | -------------------------------------- | ------------------------------- | --------------- | ---------- |
| Edite Rodrigues Lisboa          | Partido Socialista Brasileiro (PSB)    | Pra Fazer Mais                  | 3380            | 3.04%      |
| Brasil Fernando Santos Oliveira | Partido Socialista Brasileiro (PSB)    | Pra Fazer Mais                  | 3302            | 2.97%      |
| Iara Teresa Cardoso             | Partido Democrático Trabalhista (PDT)  | Um Novo Tempo Para São Leopoldo | 2804            | 2.52%      |
| Adão Telmo Rambor               | Partido Socialista Brasileiro (PSB)    | Pra Fazer Mais                  | 2635            | 2.37%      |
| Nestor Pedro Schwertner         | Partido dos Trabalhadores (PT)         | Frente Popular                  | 2499            | 2.24%      |
| José Ary Moura                  | Partido Democrático Trabalhista (PDT)  | Um Novo Tempo Para São Leopoldo | 2293            | 2.06%      |
| Fabiano da Rosa Haubert         | Partido Democrático Trabalhista (PDT)  | Um Novo Tempo Para São Leopoldo | 2199            | 1.97%      |
| Luís Arthur de Bitencourt       | Movimento Democrático Brasileiro (MDB) | Sempre por São Leopoldo         | 2098            | 1.88%      |
| Ana Affonso                     | Partido dos Trabalhadores (PT)         | Frente Popular                  | 2008            | 1.8%       |
| David Santos de Souza           | Progressistas (PP)                     | São Léo Terá Futuro             | 1921            | 1.73%      |
| Marcelo Amaro Buz               | Movimento Democrático Brasileiro (MDB) | Sempre por São Leopoldo         | 1813            | 1.63%      |
| Júlio Copstein Galperim         | Partido Social Democrático (PSD)       | Acelera São Leopoldo            | 1775            | 1.59%      |
| Jose Armando da Silva Mota      | Partido Republicano Brasileiro (PRB)   | São Léo Terá Futuro             | 1666            | 1.5%       |